# فرودگاه سیندهری
فرودگاه سیندهری (به انگلیسی: Sindhri Airport) یک فرودگاه نظامی با کد یاتا MPD است . این فرودگاه در کشور پاکستان قرار دارد .